# حادثه ایروکو
حادثه ایروکو (به ژاپنی: 永禄の変); به کودتایی سال ۱۵۶۵ ماه ژوئن روز ۱۷ که توسط میوشی یوشیتسوگو، سه ژنرال میوشی (ایواناری تومومیچی، میوشی ناگایاسو و میوشی سوی) و ماتسوناگا هیسامیچی رخ داد و موجب قتل شوگون سیزدهم آشیکاگا یوشیترو در قلعه نیجو در کیوتو شد، اشاره دارد.